# Ioptera
Ioptera is een geslacht van vlinders van de familie sikkelmotten (Oecophoridae), uit de onderfamilie Oecophorinae.

## Soorten
- I. aristogona Meyrick, 1884
- I. demica Meyrick, 1889
- I. distincta Turner, 1935
- I. xenica Meyrick, 1913